# Vsevolod Garshin
Vsevolod Mikhailovich Garshin (em russo:  Всеволод Михайлович Гаршин; Ekaterinoslav, 14 de fevereiro de 1855 — São Petersburgo, 5 de abril de 1888) foi um contista russo do século XIX, cujas obras ajudaram a popularizar o gênero na Rússia.